# Barbil
Barbil é uma cidade e um município no distrito de Keonjhar, no estado indiano de Orissa.

## Demografia
Segundo o censo de 2001, Barbil tinha uma população de 52,586 habitantes. Os indivíduos do sexo masculino constituem 53% da população e os do sexo feminino 47%. Barbil tem uma taxa de literacia de 56%, inferior à média nacional de 59.5%; com 61% para o sexo masculino e 39% para o sexo feminino. 16% da população está abaixo dos 6 anos de idade.